# Suelos de España
El suelo es la capa superficial del terreno capaz de sostener a la vegetación y surge como resultado de una serie de procesos físico-químicos y las actividades de los organismos vivos. Lo componen materia orgánica e inorgánica. El agua constituye alrededor del 30% del suelo y se manifiesta en forma capilar en finos hilos. El 20% del suelo es aire aunque tiene menos oxígeno que el de la atmósfera y más CO2 por la influencia de bacterias y microorganismos.

## Factores que influyen en la formación del suelo
- La roca madre o litología: Van a dar lugar a dos tipos de suelo: los calizos, denominados básicos y los de silíceo llamados ácidos.
- El clima.
- La topografía: Determina el mayor o menor desarrollo de un suelo.
- La presencia o no de vegetación: La vegetación contribuye a mantener la fertilidad entre otras propiedades, evitar la erosión... .
- Acción antrópica: El ser humano mejora (con abono, barbechos o técnicas de permacultura) las condiciones del suelo o las empeora (talando árboles, provocando incendios, cultivando productos no apropiados...).
- El tiempo: Ayudará a intensificar los anteriores cinco factores o a que se desintensifiquen.

## Tipos de suelo en España

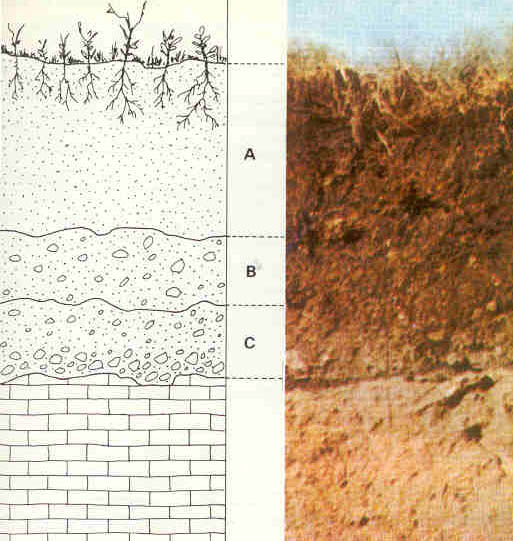
Estructura del suelo.

Dukochaev divide los suelos en zonales y azonales, va a definir los zonales como aquellos cuyos rasgos dependen del clima y de la vegetación clímax entendida como aquella vegetación que se encuentra en equilibrio con el medio natural y los azonales los que cuyos rasgos dependen del sustrato litológico serán suelos que no se encuentren muy evolucionados. Todos los suelos poseen capas: la capa A es la más superficial, la B intermedia y la C la roca madre, según las características tendrán subíndices, AO aquellas capas que acumulen solo materia orgánica. A1 cuando acumule materia orgánico e inorgánica., A2 muy lavada, el horizonte B es la que le sigue en profundidad, en este horizonte destacan dos subtipos de horizonte, el B es un horizonte de acumulación que se va a formar en función de lo que se ha lavado el horizonte A y el otro (B) se denomina horizonte de alteración que viene formado por el intercambio de iones y el C es la roca madre más o menos alterada.

### Suelos zonales

#### Suelos de tipo oceánico
Son suelos evolucionados ya que tienen un gran aporte de materia orgánica, son frecuentemente ácidos y hay zonas en las que se encuentran muy lavados. El primer tipo es la tierra parda, se distribuye por toda la España húmeda y se va a corresponder con la presencia de suelos silíceos, va a ser muy común en la zona de Galicia, la parte occidental de Asturias y también en las montañas silíceas de la España mediterránea (Sistema Central, Sierra Morena, Montes de Toledo) cuando la orografía no posee pendiente estas tierras son muy óptimas para el cultivo, cuando si las hay da lugar a superficies de pastos. El perfil de estos suelos es el A/(B)/C. Otro suelo es el Ranker, son los segundos de mayor extensión de este dominio al igual que ocurría con el anterior es propio de áreas silíceas y se suele situar en laderas y zonas de fuerte pendiente, son proclives a la erosión, al haber fuertes precipitaciones y van a estar cubiertos de superficies forestales no siendo aptos para el cultivo. El perfil será A/C y el último tipo de suelo son los Podzoles que serán los más lavados de todos los suelos de su horizonte A, su perfil es A2/B/C se va localizar en sitios variados: zonas de montaña, costa... siendo más proclive en los bosques de coníferas.

#### Suelos de dominio mediterráneo
Son más complejos, bastante problemáticos por su diversidad y porque no suelen aparecer en el entorno natural, muy alterados por el hombre, que ha producido procesos de erosión. Destacan dos tipos: los suelos rojos mediterráneos, aparecen en zonas calizas y silíceas una de sus características es que en su horizonte B va a presentar un horizonte de acumulación de arcillas, denominado argiluviación, dando lugar a ese tono rojizo, se da en Andalucía, Castilla-La Mancha y Castilla y León, su perfil es A/B/C son excelentes para cultivos. El segundo tipo de suelo es la tierra parada meridional, es muy frecuente en amplias extensiones pizarrosas dentro de la España silícea, dentro de ellas se sitúan en la dehesa y en muchos casos sostienen encinas, pastizales y cereales. El perfil será A/(B)/C.

#### Suelos de zonas áridas
Ausencia de agua, al ser tan mínima los procesos químicos van a ser casi nulos, el más importante es el suelo gris desértico, se desarrolla en zonas de precipitación inferior a 300 mm/a (Almería) no se aprovechan para el cultivo pero si se riegan son bastante fértiles. Su perfil es A/C.

### Suelos azonales

#### Vertisoles
Existe polémica para clasificar a este tipo de suelo. Varios edafólogos lo clasifican como suelo zonal por su humedad, pero otros, basándose en el criterio de que no reúnen el porcentaje necesario de transformación de arcillas debido a la presencia de esta humedad. Estos suelos predominan en toda la España arcillosa y son comunes en las campiñas de Andalucía. La característica más importante es la presencia de arcillas expansivas, cuanto mayor es la humedad más se expanden, al hincharse se producen grietas que son vueltas a rellenar de nuevo por otros materiales, estos suelos condicionan un tipo de suelo muy fértil.

#### Redziniformes
Son suelos muy jóvenes, que se localizan en zonas calizas, la característica más importante es que son suelos de alto contenido de humus, ph elevado y presentan tonalidades oscuras, se suelen localizar en zonas de terrazas fluviales y en las llanuras por donde discurren los ríos se da en las huertas valencianas y son fértiles sirven para olivo, vid, naranjo, limonero...

#### Suelos pardo calizos
Presentan una cierta evolución en su formación superior a los anteriores y van a presentar dos variedades: primer tipo, pobre en humus, esta variedad va a ocupar llanuras y colinas de espacios situados en la cuenca del Duero, La Mancha, Levante y son de cultivo leñoso: vid y olivo. El segundo tipo es rico en humus, aquellas zonas que tengan precipitaciones superiores a los 700 mm/a en áreas más septentrionales y zonas calizas que reciben una influencia de tipo oceánico, zonas de ladera. Su aprovechamiento va a ser forestal, Prepirineo y Sistema Ibérico o la Cordillera Bética en sus zonas de ladera.